# Sierra Modorra

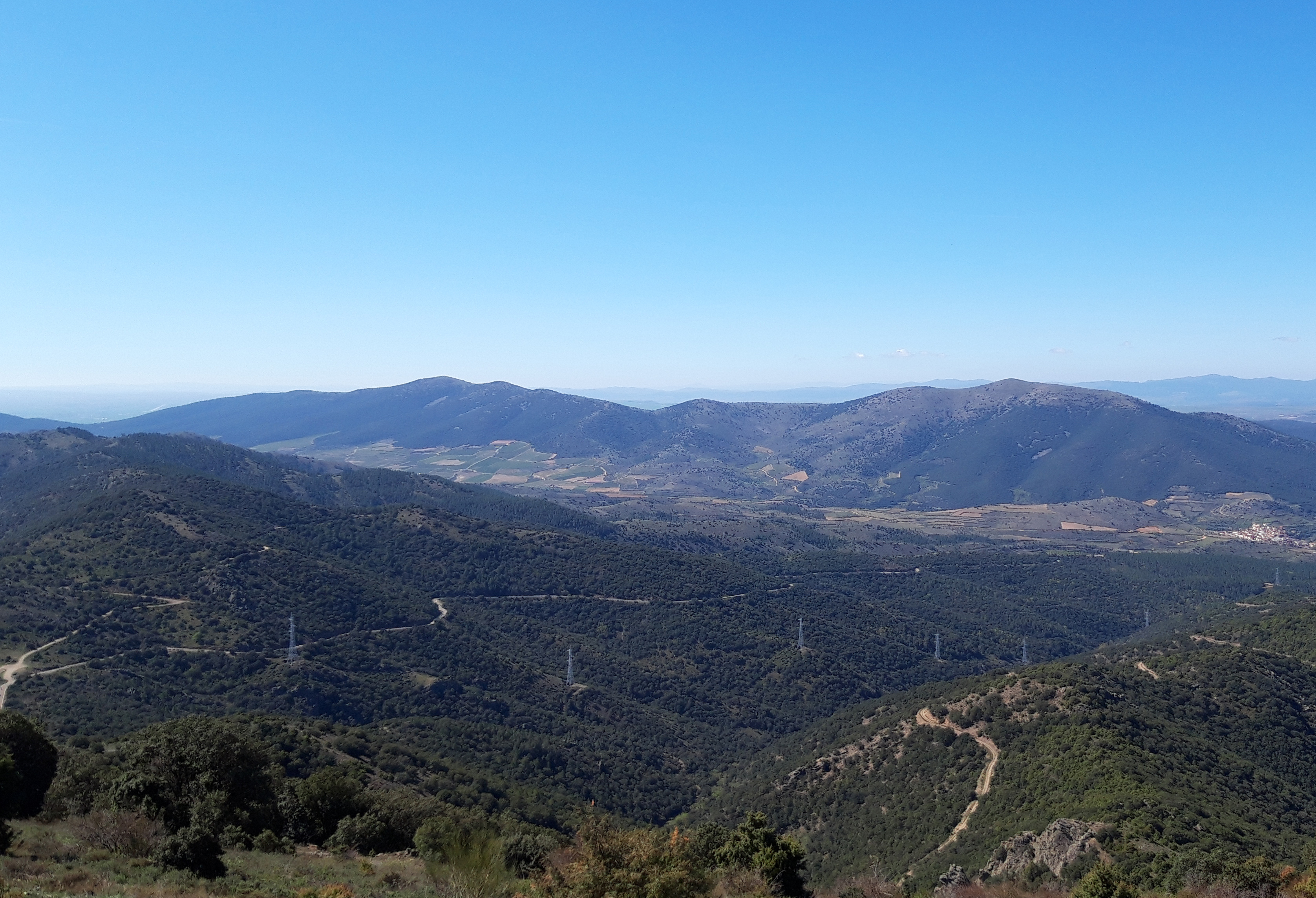
Sierra Modorra

La Sierra Modorra o sierra de Codos , es una sierra española situada en las comarcas de la Comunidad de Calatayud y Campo de Daroca, en Aragón, entre las serranías propias del sistema Ibérico. Sus montes forman parte del término municipal de Codos, Torralbilla y Langa del Castillo.

## Figuras de protección
La Sierra Modorra, junto con la Sierra de Vicort, la Sierra del Espigar, la Sierra de los Bodegones y la Sierra de la Dehesilla, está agrupada en una zona protegida con la figura de Lugar de importancia comunitaria denominado "LIC Sierra de Vicort", parte de la Red Natura 2000.